# Eustegia filiformis
Eustegia filiformis är en oleanderväxtart som beskrevs av Johann Jakob Roemer och Schult.. Eustegia filiformis ingår i släktet Eustegia och familjen oleanderväxter. Inga underarter finns listade i Catalogue of Life.